# Es war einmal … (Oper)
Es war einmal ... ist eine spätromantische Oper in drei Aufzügen und einem Vorspiel von Alexander Zemlinsky. Die Uraufführung fand am 22. Jänner 1900 an der Hofoper in Wien unter der Leitung des Komponisten statt. Das Stück dauert ca. 2,5 Stunden und spielt in einer fiktiven Märchenwelt des Hohen Mittelalters. Es handelt sich um Zemlinskys zweite Oper.

## Charaktere
- Der Prinz von Norderland – Tenor
- Der König von Illyrien – Bass
- Ein Freier – Tenor
- Kaspar, Diener des Prinzen – Bariton
- Der Schweizer – Bariton
- Der Kommandant – Bass
- Ein Herold – Bass
- Der Hauptmann der Wache – Bass
- Die Prinzessin von Illyrien – Sopran
- Drei Hofdamen – Sopran
- Christine; Johanna; Gertrude, Dorfmädchen – Sopran
- Chor – Hofdamen; Kavaliere; Diener; Wache; Bürger; Bauern; Verkäufer und Verkäuferinnen; Soldaten
- Akrobaten; Musikanten – Stumme Rollen